# レインボールーム
レインボールームはカラフルな輪ゴムを編んでブレスレットやチャームを作るプラスチック製の玩具織機。
開発者はアメリカ合衆国ミシガン州オークランド郡の都市ノバイ（Novi）在住の中国系マレーシア人のチューン・ン（Choon Ng）。
アメリカで2011年より販売を開始し、2013年の年間販売数が300万セットを超え、2014年の「Toy Of The Year」においてToy Of The Year大賞、他3部門を受賞。